# Ben Lovejoy
Benjamin „Ben“ Lovejoy (* 20. Februar 1984 in Concord, New Hampshire) ist ein ehemaliger US-amerikanischer Eishockeyspieler. Der Verteidiger bestritt insgesamt über 600 Partien für die Pittsburgh Penguins, Anaheim Ducks, New Jersey Devils und Dallas Stars in der National Hockey League. Mit den Penguins gewann er im Jahre 2016 den Stanley Cup.

## Karriere
Ben Lovejoy begann seine Karriere als Eishockeyspieler beim Boston College, für das er in der Saison 2002/03 in der Hockey East aktiv war. Ab der Saison 2004/05 spielte er drei Jahre lang für das Dartmouth College in der ECAC. Zum Ende der Saison 2006/07 bestritt er seine ersten Spiele in der American Hockey League für die Norfolk Admirals. Ab der Saison 2007/08 ging er für die Wilkes-Barre/Scranton Penguins aufs Eis. Am 7. Juli 2008 unterzeichnete er einen Vertrag bei den Pittsburgh Penguins, wurde aber zu Saisonbeginn 2008/09 in die AHL zu seinem bisherigen Team und Farmteam der Penguins, den Wilkes-Barre/Scranton Penguins, geschickt. Nach guten Leistungen in der AHL gab Lovejoy am 8. Dezember 2008 sein NHL-Debüt für die Penguins in einem Spiel gegen die Buffalo Sabres, das mit einem Spielstand von 3:4 endete. Am 22. Dezember 2010 erzielte er im Heimspiel gegen die Florida Panthers sein erstes NHL-Tor.
Am 6. Februar 2013 wurde er im Austausch für ein Fünftrunden-Wahlrecht im NHL Entry Draft 2014 zu den Anaheim Ducks transferiert. Lovejoy etablierte sich direkt als Stammspieler und verbrachte knapp zwei Jahre in Anaheim, ehe er im März 2015 zu den Penguins zurückkehrte. Die Ducks erhielten im Gegenzug Simon Després. In der Saison 2015/16 gewann Lovejoy mit den Penguins den Stanley Cup, erhielt jedoch über die Saison hinaus keinen Vertrag. In der Folge schloss er sich im Juli  2016 als Free Agent den New Jersey Devils an. Dort verbrachte der Abwehrspieler fast drei Spielzeiten, ehe er im Februar 2019 im Tausch für Connor Carrick und ein Drittrunden-Wahlrecht im NHL Entry Draft 2019 an die Dallas Stars abgegeben. Dort beendete er die Saison 2018/19 und verkündete anschließend das Ende seiner aktiven Laufbahn.

## Erfolge und Auszeichnungen
- 2009 Teilnahme am AHL All-Star Classic
- 2009 AHL Second All-Star Team
- 2016 Stanley-Cup-Gewinn mit den Pittsburgh Penguins

## Karrierestatistik
(Legende zur Spielerstatistik: Sp oder GP = absolvierte Spiele; T oder G = erzielte Tore; V oder A = erzielte Assists; Pkt oder Pts = erzielte Scorerpunkte; SM oder PIM = erhaltene Strafminuten; +/− = Plus/Minus-Bilanz; PP = erzielte Überzahltore; SH = erzielte Unterzahltore; GW = erzielte Siegtore; 1 Play-downs/Relegation; Kursiv: Statistik nicht vollständig)